# Archibald Cochrane (9e comte de Dundonald)
Pour les articles homonymes, voir Archibald Cochrane et Cochrane.
Archibald Cochrane (né le 1er janvier 1748 et décédé à Paris le 1er juillet 1831), 9e comte de Dundonald, est un chimiste et inventeur écossais qui ne profita jamais financièrement de ses inventions.

## Biographie
Archibald Cochrane était le fils aîné de Thomas Cochrane (8e comte de Dundonald), et de son épouse Jean Stewart (1722/3-1808), et par conséquent le frère de l'amiral Alexander Forrester Inglis Cochrane mais aussi d'Andrew Cochrane-Johnstone.
Après avoir brièvement servi dans l'armée britannique et dans la Royal Navy, il se tourna vers la chimie. À sa mort, son père ne laissa que des dettes, même si les propriétés familiales regorgeaient de matières premières utiles pour la révolution industrielle. À son tour, Archibald Cochrane dilapida la fortune dans ses recherches et ses entreprises chimiques.
Il inventa un procédé pour résoudre la pénurie d'Alcali dont souffrait l'Europe à la fin du XVIIIe siècle. Il réussit à en fabriquer à partir de sel. Ses associés, les frères John et William Losh avaient une mine de sel. Ils évitaient ainsi de payer l'impôt sur le sel. Si Cochrane était dans la première entreprise, il en fut évincé quand les frères Losh se mirent à utiliser le procédé Leblanc, équivalent au procédé Cochrane, mais moins cher, et firent fortune. Archibald Cochrane inventa une catalyse facilitant la distillation de goudron de houille. Il en déposa le brevet en 1781 et en envisagea l'utilisation pour protéger les coques des navires. Il envisagea même une utilisation pour l'éclairage urbain. Cependant, pour rembourser ses créditeurs, il dut créer avec eux une entreprise, la British Tar Company. Celle-ci fit d'énormes bénéfices, après la mort d'Archibald Cochrane. Il fit diverses autres découvertes chimiques utiles pour l'industrie textile, mais n'eut jamais les capitaux pour mettre en application ses inventions. Il mourut dans le dénuement à Paris en 1831 et fut enterré au cimetière du Père-Lachaise (53e division).
Il se maria trois fois : avec Anne Gilchrist en 1774, ils eurent trois fils dont l'aîné était l'amiral Thomas Cochrane, ainsi que William Erskine Cochrane qui servit dans l'armée britannique et Archibald Cochrane qui servit dans la Navy ; avec Isabella Mayne en 1788, sans enfant ; avec Anna Maria Plowden en 1819, sans enfant.